# Selfkant-Mühlenstraße

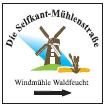
Indexschild

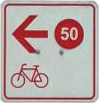
Knotenpunkt Radwegweiser

Die Selfkant-Mühlenstraße ist eine Themenroute, die mehrere historische Mühlen in der Landschaft Selfkant, gelegen im Kreis Heinsberg, dem westlichsten Landkreis Deutschlands, miteinander verbindet.
Die insgesamt etwa 25 km lange Route ist primär als Radwanderweg konzipiert, kann aber auch per Auto oder zu Fuß erkundet werden. Ausgeschildert ist die Mühlenstraße mit einem Indexschild (siehe Bild). Außerdem ist sie mit dem Knotenpunkt-Wegweiser-System vom Radverkehrsnetz NRW erfahrbar. An den Mühlen ist je eine Tafel mit der Routenführung und ein Kasten mit entnehmbaren Flyern angebracht.

## Mühlen
Die Mühlen, die entlang der Route liegen, sind:
| Station     | 1                                   | 2                                   | 3                                   | 4                                   | 5                                       |
| ----------- | ----------------------------------- | ----------------------------------- | ----------------------------------- | ----------------------------------- | --------------------------------------- |
| Entfernung  | 0 km                                | 3,5 km                              | 6 km                                | 4 km                                | 13 km                                   |
| Ort         | Heinsberg-Kirchhoven                | Waldfeucht-Haaren                   | Waldfeucht                          | Gangelt-Breberen                    | Selfkant-Millen                         |
| Mühle       | Lümbacher Windmühle Clarissa        | Haarener Mühle                      | Waldfeuchter Mühle                  | Breberer Museumswindmühle           | Wassermühle Millen                      |
| Koordinaten | 51° 4′ 39,4″ N, 6° 3′ 48,4″ O       | 51° 5′ 10″ N, 6° 2′ 13,8″ O         | 51° 3′ 41″ N, 5° 59′ 9,1″ O         | 51° 1′ 57,1″ N, 5° 59′ 13,6″ O      | 51° 1′ 30″ N, 5° 52′ 35,7″ O            |
| Bild        |                                     |                                     |                                     |                                     |                                         |
| Typ         | Holländerwindmühle (betriebsbereit) | Holländerwindmühle (betriebsbereit) | Holländerwindmühle (betriebsbereit) | Holländerwindmühle (betriebsbereit) | Wassermühle (nicht mehr betriebsbereit) |

- Karte mit allen Koordinaten:
- OSM |
- WikiMap

## Besichtigungen
Die Mühlen sind an folgenden Tagen für Besucher und Interessierte regelmäßig geöffnet:
- Deutschen Mühlentag (Pfingstmontag)
- Tag des offenen Denkmals (2. Sonntag im September)

Außerdem bietet der Verein Historische Mühlen im Selfkant e.V. interessierten Besuchergruppen ab 10 Personen individuelle Führungen mit Erklärungen und Vorführungen an. Wenn der Müller oder die Mitglieder des Vereins in der Mühle bei der Arbeit sind, sind Einzelbesucher jederzeit willkommen.